# Stazione di Modolo
La stazione di Modolo è una stazione ferroviaria attiva a fini turistici posta sulla ferrovia Macomer-Bosa. Si trova a due chilometri a ovest del centro abitato omonimo, pur essendo compresa nel territorio comunale di Bosa.

## Storia
La stazione di Modolo venne inaugurata insieme alla linea il 26 dicembre 1888 dalle Strade Ferrate Secondarie della Sardegna, società che fu anche il primo gestore dello scalo.
Passata alle Ferrovie Complementari della Sardegna nel 1921, la stazione il 14 giugno 1981 venne chiusa all'esercizio per via della chiusura al servizio della tratta da Tresnuraghes a Bosa, comprendente la stazione di Modolo, a causa del cattivo stato dell'armamento della ferrovia che non fu possibile sostituire. Dopo quasi quattordici anni di inattività il 10 maggio 1995 tale porzione di linea venne riattivata per i soli servizi turistici del Trenino Verde ed i treni di questa tipologia delle Ferrovie della Sardegna ripresero a transitare nell'impianto, che dal 2010 è gestito da ARST.

## Strutture e impianti
La stazione dispone di un piccolo fabbricato viaggiatori e di 2 binari di cui uno su tracciato deviato e uno di corsa, entrambi serviti da due banchine.
È presente anche uno scalo merci, ormai inattivo, che possiede un piano caricatore e un tronchino di raccordo, non più presente.

## Movimento
Nel 1955 la stazione era interessata da 4 corse regionali da Macomer e 4 corse da Bosa. Nel 1963 invece era servita da 7 corse da Bosa e 7 corse da Macomer espletate dalle FCS.
La stazione dal 1995 è servita da un numero limitato di corse svolte da ARST durante il periodo estivo. Di fatto per il resto dell'anno la stazione rimane senza traffico, fatti salvi eventuali treni espletati su richiesta dei turisti.

## Servizi
La stazione dispone di:
- Biglietteria a sportello
- Sala d'attesa

## Interscambi
All'altezza del bivio di accesso alla stazione è posta una fermata delle autolinee interurbane dell'ARST.
- Fermata autobus

### Fonti web
- Stazione di Modolo, su lestradeferrate.it. URL consultato il 27 ottobre 2014.